# АМЦ Шнајдер П 16
АМЦ Шнајдер П-16 (фр. Automitrailleuse de Combat Citroën-Kégresse Modèle 1929) или АМЦ Ситроен-Кегресе Модел 1929 био је француско оклопно возило (полугусеничар) из Другог светског рата.

## Историја
Француски план наоружања из 1931. предвиђао је 3 врсте возила за коњицу:
- Automitrailleuse de Découverte (АМД) морало је бити брзо возило великог домета за даља извиђања, у пракси оклопни аутомобил.
- Automitrailleuse de Reconnaissance (АМР) требало је да буде лако возило са два члана посаде за блиско извиђање.
- Automitrailleuse de Combat (АМЦ) било је борбено возило коњице, у пракси тенк.

Први АМЦ био је оклопни аутомобил (полугусеничар) П-16/М1929, иако у пракси није био ни боље оклопљен ни боље наоружан од других оклопних аутомобила (АМД) тог времена. Зато је Рено почео да развија лаке тенкове за коњицу: АМЦ 34 и АМЦ 35.

### Карактеристике
Ово мало возило користило је шасију камиона-полугусеничара Ситроен Кегресе, без погона на предњим точковима. Велики ваљак додат је напред ради лакшег прелажења препрека. Поред возача, посада се састојала од командира/нишанџије и пуниоца. М1928 прототип имао је топ од 37 mm и митраљез на супротним странама куполе. Осмострана купола М1929 имала је топ СА18 од 37 mm и спрегнути митраљез од 7,5 mm на једној страни, и велике оклопне капке на свим осталим странама, који су се могли отворити ради осматрања. 1940. део М1929 заменио је топ од 37 mm против-тенковским топом Мле34 калибра 25 mm. Возило је пружало одлично осматрање, кључно за извиђачко возило, али није имало радио за пренос информација. Такође му је недостајала покретљивост ван пута правог гусеничара, али и брзина и поузданост правог аутомобила, тако да је брзо изашло из употребе.